# 박형진
박형진(朴亨鎭, 1990년 6월 24일 ~ )는 대한민국의 축구 선수이며 포지션은 미드필더이다. 현재 K리그2 부천 FC 1995에서 뛰고 있다. 그리고, 친형 박진수 역시 축구 선수로 활동했다.

## 클럽 경력
2012년 9월 산프레체 히로시마의 공식 홈페이지를 통해 히로시마 입단이 발표되었다. 하지만 이적 시장이 지난 후 입단이 확정되었기 때문에 2012 시즌 공식 경기에는 뛰지 못하였고 2013년 J1 데뷔전을 치렀다.
2015시즌을 앞두고 도치기 SC로 임대 이적했다.
2016시즌을 앞두고 V-파렌 나가사키로 이적했다.
2018시즌을 앞두고 수원 삼성 블루윙즈로 이적했다.
2020년 3월 3일에 군 복무를 해결하기 위해 K4리그에 속한 포천시민축구단으로 입대했다. 그 후, 2021 시즌 중 군 복무를 끝내고 수원으로 복귀하였다.

## 수상

### 팀
- FA컵 우승: 2019